# 磷酸鹽礦物

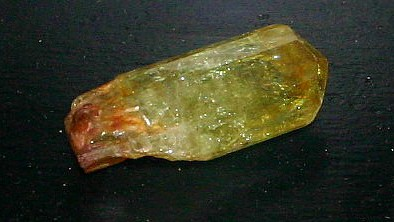
磷灰石

磷酸鹽礦物含有四面體配位的磷酸根（PO43−）陰離子，有時還有砷酸根（AsO43−）和釩酸根（VO43−）替代物，以及氯離子（Cl
−)、氟離子（F−）和氫氧根（OH−）陰離子，它們也適合晶體結構。
磷酸鹽礦物種類繁多，但只有少數種類相對常見。

## 例子
磷酸鹽礦物包括：
- 磷铁锂矿 Li(Fe,Mn)PO4
- 獨居石 (La,Y,Nd,Sm,Gd,Ce,Th)PO4
- 磷鉛鋁礬 PbAl3(PO4)(SO4)(OH)6
- 磷氯鉛礦 Pb5(PO4)3Cl
- 磷铝锂石 LiAlPO4F
- 天藍石 (Mg,Fe)Al2(PO4)2(OH)2
- 銀星石 Al3(PO4)2(OH)3·5H2O
- 綠松石 CuAl6(PO4)4(OH)8·5H2O
- 鈣鈾雲母 Ca(UO2)2(PO4)2·10-12H2O
- 磷葉石 Zn2(Fe,Mn)(PO4)2•4H2O
- 磷銨鎂石 (NH4)MgPO4·6H2O
- 磷釔礦 Y(PO4)
- 磷灰石族 Ca5(PO4)3(F,Cl,OH)
  - 羥基磷灰石 Ca5(PO4)3OH
  - 氟磷灰石 Ca5(PO4)3F
  - 氯磷灰石 Ca5(PO4)3Cl